# Miličani
Miličani su naselje u Hrvatskoj u sastavu općine Sokolovca. Nalaze se u Koprivničko-križevačkoj županiji. 

## Zemljopis
Jugozapadno su Srijem, Velika Branjska, Mala Branjska, Trnovac Sokolovački i Velike Sesvete, sjeverozapadno su Lepavina, Mali Grabičani i Sokolovac, sjeveroistočno su Velika Mučna i Paunovac, jugoistočno su Mala Mučna, Brđani Sokolovački, Gornji Maslarac i Donji Maslarac. 

## Stanovništvo
| broj stanovnika | 98    | 107   | 141   | 127   | 143   | 194   | 183   | 241   | 234   | 239   | 253   | 244   | 185   | 173   | 158   | 147   | 112   |
|                 | 1857. | 1869. | 1880. | 1890. | 1900. | 1910. | 1921. | 1931. | 1948. | 1953. | 1961. | 1971. | 1981. | 1991. | 2001. | 2011. | 2021. |